# Remøybrua
Die Remøybrua (deutsch Remøybrücke) ist eine Straßenbrücke in der norwegischen Kommune Herøy im Fylke Møre og Romsdal. Die 340 Meter lange Brücke verbindet die beiden Inseln Remøya und Leinøya miteinander.

## Lage
Die Brücke liegt in der westnorwegischen Inselkommune Herøy und geht in den Verlauf des Fylkesveis 5876 ein. Der Fylkesvei führt von der Insel Runde im Norden Richtung Süden zur Remøya und von dort weiter zur Leinøya, wo er in den Fylkesvei 654 mündet. Die Remøybrua selbst überspannt dabei die Meerenge Nørdre Vaulen zwischen der Remøya und der Leinøya. In der Meerenge befindet sich die kleine Insel Remøyholmen.

## Geschichte
Der Bau der Brücke begann im Oktober 1965. Im März 1966 wurde sie für den Verkehr freigegeben. Die offizielle Eröffnung fand jedoch erst im September 1968 statt, als auch die etwas weiter südwestlich gelegene Nerlandsøybrua zwischen der Nerlandsøya und der Bergsøya fertigstand. Bis November 2005 trug die Remøybrua offiziell den Namen Nordre Vaulen.
Der Zustand der Brücke verschlechterte sich über die Jahre hinweg stark. Bereits in den 2010er-Jahren zählte sie gemeinsam mit der Nerlandsøybrua zu den schlechtesten Brücken in Møre og Romsdal. Es ist geplant, die Brücke durch eine breitere Brücke zu ersetzen.

## Bauwerk
Die Bogenbrücke erreicht insgesamt eine Länge von 340 Metern. Die Breite beträgt 4,8 Meter. Diese unterteilt sich in 3,5 Meter Fahrspur und je 0,65 Meter Gehweg an beiden Seiten. Am höchsten Punkt der Brücke befindet sich ein Ausweichstelle, so dass die Remøybrua dort eine Breite von sechs Metern erreicht. Aufgrund ihrer geringen Breite gilt die Brücke als Flaschenhals im Verlauf des Fylkesveis.
Die Brücke setzt sich aus 20 Bögen zusammen. Der längste Bogen ist 20 Meter breit. Bei Flut beträgt die Brückendurchfahrtshöhe 17 Meter.